# Kleuterbach
Der Kleuterbach ist ein 24,7 km langer, westlicher und rechter Zufluss der Stever im münsterländischen Kreis Coesfeld in Nordrhein-Westfalen.

## Verlauf
Der Kleuterbach entspringt als Fallbrüggenbach nordöstlich des Coesfelder Ortsteils Lette und fließt zunächst in südöstliche Richtung. Westlich von Rorup, einem Ortsteil der Stadt Dülmen, nimmt er nach gut 5 Kilometern einen vom nördlich gelegenen Haus Rorup kommenden Graben auf (51° 53′ 39″ N, 7° 15′ 53″ O). Im Anschluss wendet er sich nach Süden und heißt dann Karthäuser Mühlenbach. Nach einem Kilometer biegt er wieder nach Südosten ab und nach weiteren 2 Kilometern nach Osten, worauf er das Naturschutzgebiet „Karthäuser Mühlenbach“ durchfließt und zuerst von rechts (Südwesten) den Welter Bach und dann von links (Norden) den Fleisenbach aufnimmt. Am Bulderner See beim Dülmener Ortsteil Buldern vereinigt er sich nach weiteren 6 Kilometern mit dem von Norden heranfließenden Hagenbach; erst ab dort heißt er Kleuterbach.
Der Kleuterbach im engeren Sinne mündet nach weiteren 10,25 km Fließstrecke in die Stever. Südlich von Buldern fließt er anfangs kurvenreich zum Schloss Buldern, dessen Gräften er speist, und weiter durch das ebenfalls zu Dülmen gehörende Hiddingsel. Unterhalb Hiddingsel begradigt, unterquert er in einem Düker den Dortmund-Ems-Kanal und mündet in Elvert, einer Bauerschaft der Stadt Lüdinghausen (1 km südlich der Burg Kakesbeck), von rechts in die Stever. Deren weiter flussabwärts folgende Talsperren, der Hullerner und Halterner Stausee, dienen der Trinkwasserversorgung der Region. Der Kleuterbach überwindet einen Höhenunterschied von etwa 10 m und hat ein Gesamteinzugsgebiet von 118,424 km2.

## Hochwasser
Der Kleuterbach gilt gemäß dem vorhandenen Hochwasseraktionsplan (HWAP) bzw. der vorhandenen Hochwassergefahrenkarte (HWGK) der Bezirksregierung Münster auf einer Länge von 15,99 km als Gewässer mit einem potentiell signifikanten Hochwasserrisiko. Deshalb wurde in Hiddingsel eine Umflut gebaut, die das Dorf 1981 vor einer Überschwemmungskatastrophe bewahrte und die zwischen 2013 und 2015 im Rahmen einer naturnahen Hochwasserschutzmaßnahme erweitert wurde.